# Gorjeta

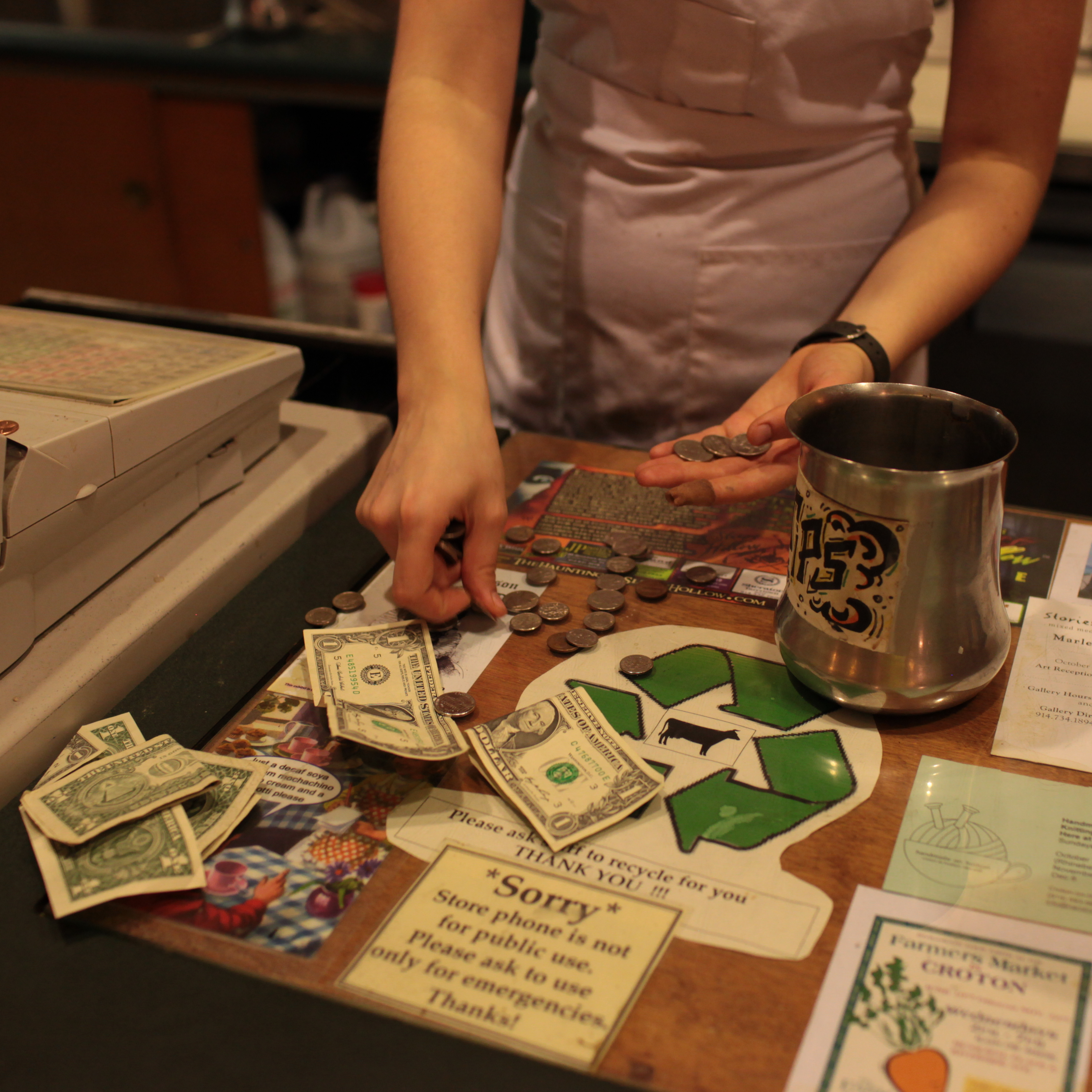
Barista a contar gorjetas.

A gorjeta é uma pequena quantia paga espontaneamente a alguém, de forma suplementar ao preço devido, a título de agradecimento pela prestação satisfatória de um serviço. O pagamento de gorjetas também é utilizado pelo cliente como forma de atrair a atenção do prestador de serviços e incentivar seu esforço, ou mesmo para exibir riqueza e demonstrar generosidade.
Historicamente, o pagamento da gorjeta é realizado pelo cliente diretamente ao trabalhador que o atendeu, contudo estabelecimentos comerciais vêm adotando a cobrança de taxas de serviço, que visam a constituição de um caixa para posterior distribuição entre todos os empregados, em substituição da gorjeta individual. No Brasil, a legislação trabalhista considera como gorjeta tanto as taxas de serviço quanto as gorjetas propriamente ditas.
Apesar de não ser obrigatória, a recusa no pagamento ou mesmo o pagamento a menor de gorjetas é encarada em vários países como uma crítica do cliente ao atendimento que recebeu no estabelecimento comercial. Em outros países, notadamente aqueles do Extremo Oriente, dar gorjeta pode ser ofensivo ou ilegal.
Existem diversas expressões populares que são usadas como sinônimos de gorjeta, tais como: "adiafa", "anhapa", "caixinha", "espórtula", "gage", "gruja", "inhapa", "japa", "lambidela", "lambuja", "lambujem", "mata-bicho", "molha", "molhadela", "molhadura", "mota", "potaba", "propina", "queijada", "sobrepaga", "xixica".

## Etimologia

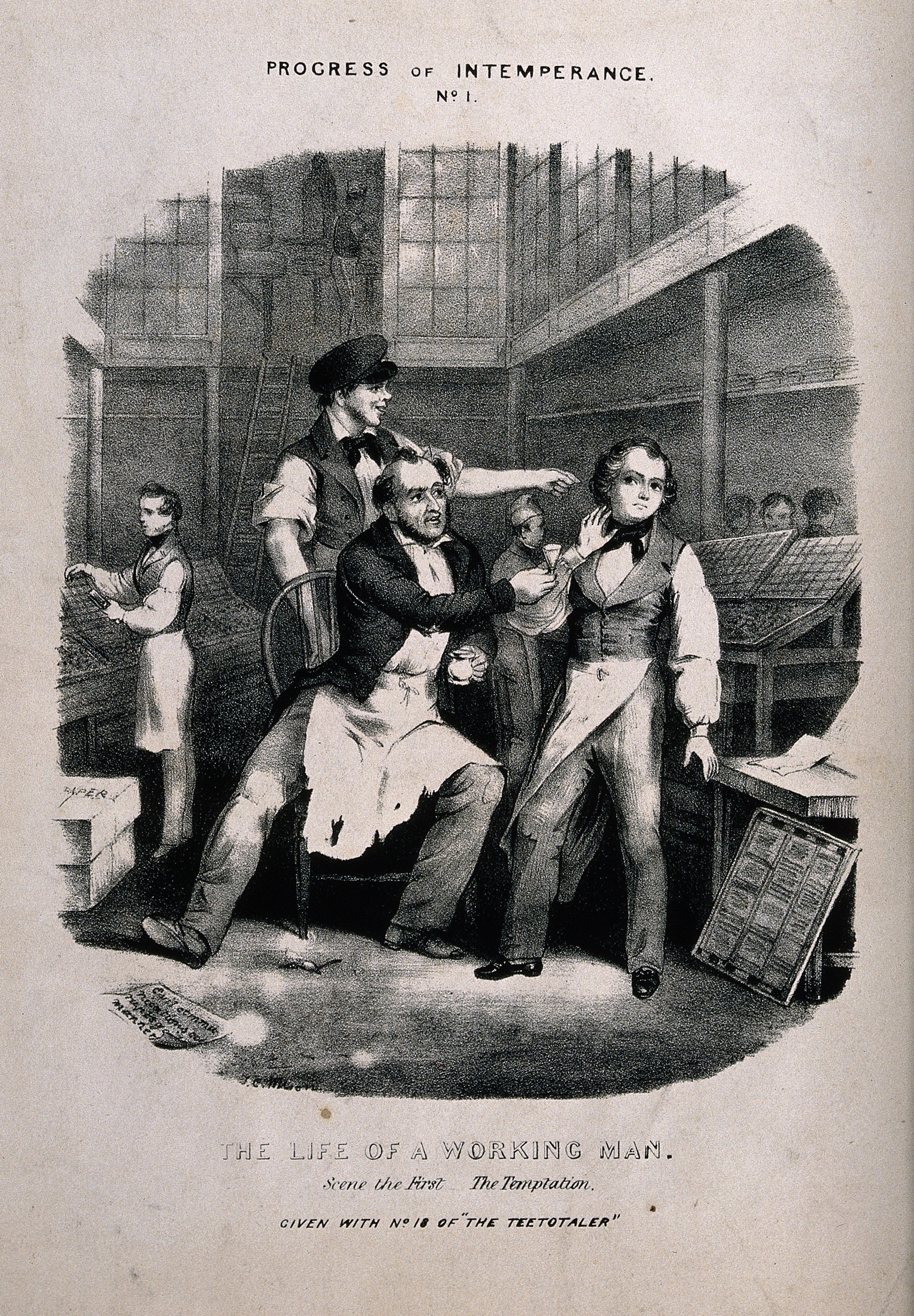
Um jovem empregado é tentado pela bebida oferecida por seus colegas de trabalho (1840), charge inglesa

O termo gorjeta vem do termo latino gurg (ou gurges), que significa "garganta", sendo uma derivação do termo gorja, que corresponde a uma bebida para molhar a garganta ou à quantidade de dinheiro para pagar essa bebida. No século XVIII, a palavra era grafada como "gurgeta".
Essa mesma origem pode ser observada na palavra em francês para gorjeta, pourboire, que significa literalmente "para beber", e no alemão Trinkgeld, literalmente "dinheiro para beber". Em português, um vestígio dessa origem pode ser percebido em expressões como “molhar a garganta”, que faz referência à recompensa pelo serviço, ou em "para um cafezinho" e "para uma cervejinha", pronunciadas como justificativas para a gorjeta.
A palavra propina também se origina dessa prática, pois resulta da combinação do prefixo latino “pro” (que significa “para”) e o termo grego “pinein” (que significa “beber”). Em Portugal, a palavra propina é considerada sinônimo de gorjeta, embora seja mais utilizada para se referir à qualquer tipo de taxa de matrícula.

## História
A origem da prática de dar gorjetas é incerta. Alguns alegam que tenha se iniciado na Idade Média, como forma de fazer com que as moças que trabalhavam em tavernas não parassem de servir cerveja. Outros afirmam que originou-se de um costume alemão do século XVI, segundo o qual o prestador de um serviço era frequentemente agraciado com um bebida para "molhar a garganta" ou com o dinheiro para comprá-la. Há aqueles que afirmam que teve início na Inglaterra da Dinastia Tudor, correspondendo a uma quantia em dinheiro que era dada pelos hóspedes de mansões aristocráticas aos servos da casa, que logo se espalhou para estabelecimentos comerciais. Outra versão informa que o hábito teria surgido na Grécia, onde se passou a deixar um pouco de vinho nos copos para que os serventes pudessem bebe-lo por conta do cliente.
  

Após a restauração da monarquia na Inglaterra, as classes mais abastadas do país desenvolveram o costume de visitar propriedades rurais com permissão do proprietário, o que gerava nos porteiros, jardineiros e governantas a expectativas de ganhar gorjetas. Nos Estados Unidos, o costume passou a ser comum após o fim da Guerra de Secessão, assimilado e espalhado pelos americanos que visitaram a Europa no período.

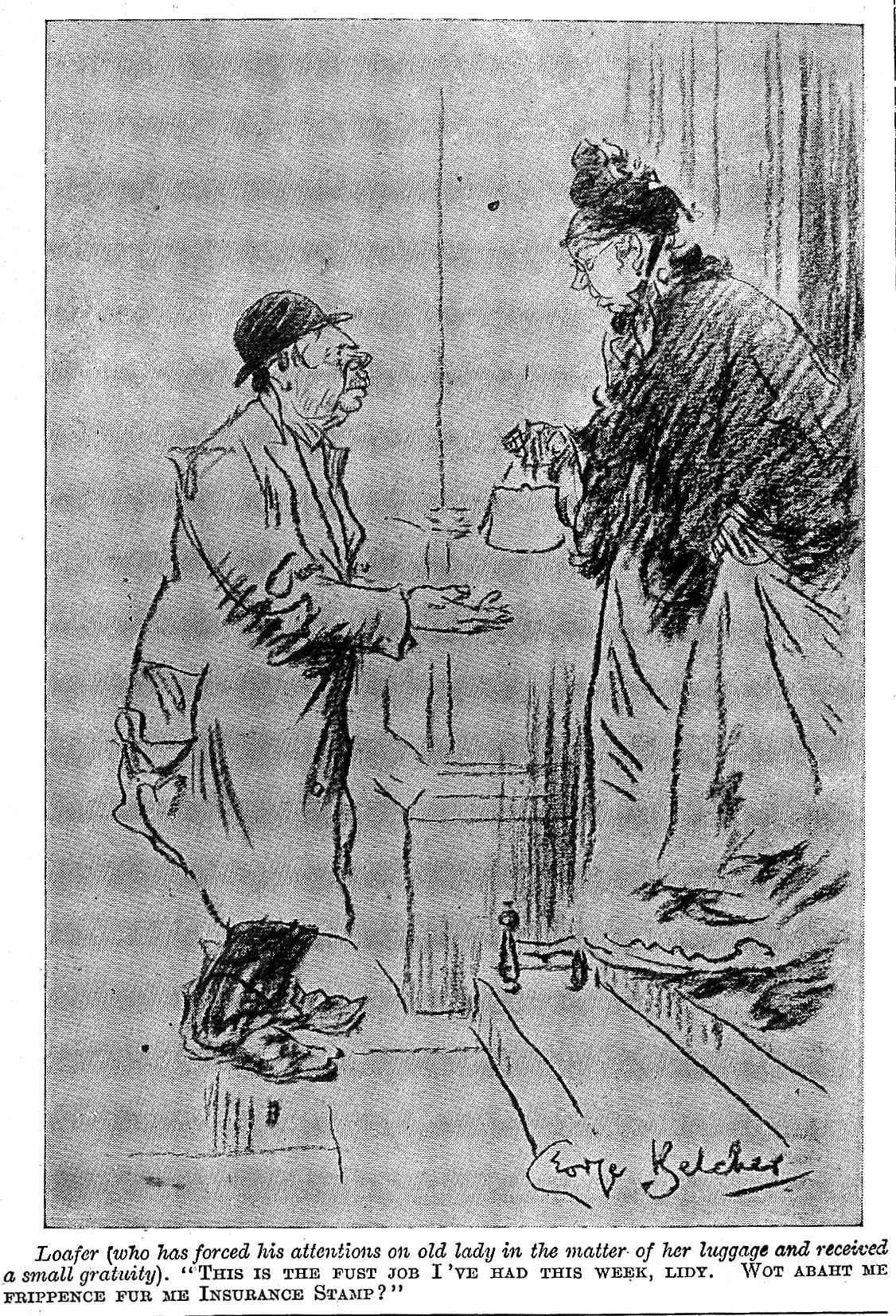
Malandro que ofereceu ajuda com a bagagem de uma senhora e recebeu uma pequena gorjeta (1913), charge do Serviço Nacional de Saúde do Reino Unido

No início do Século XIX, a burocracia alfandegária e os baixos salários pagos no Porto do Rio de Janeiro provocavam tamanho embaraço ao despacho de carga que a situação virtualmente só era resolvida com o pagamento de gorjetas aos envolvidos. Em Portugal, passou a ser atitude desagradável a partir da Revolução Nacional, somente voltando a ser encarada como algo comum com a retomada da democracia e alta do turismo, especialmente o turismo de luxo, que elevou bastante o valor das gorjetas.
Em 2017, a empresa Uber começou a enfrentar problemas em alguns estados dos Estados Unidos em razão do hábito dos clientes darem gorjetas em dinheiro aos motoristas do aplicativo,o que era proibido pelas leis de transporte compartilhado desses locais. A empresa definia que as gorjetas representavam velhos hábitos que deveriam evoluir e requeria que seus motoristas não aceitassem os valores e obedecessem as leis locais. Contudo, a partir de junho do mesmo ano, a empresa voltou atrás e passou a disponibilizar um sistema de gorjetas via aplicativo em 3 cidades (Seattle, Mineápolis e Houston) com planos para expansão para todo o país, nos moldes praticados por suas concorrentes, como a empresa Lyft.

## Aspectos socioeconômicos
Argumenta-se que, historicamente, a gorjeta é utilizada pelos empregadores como forma de manter o salário de seus empregado baixo e transferir ao cliente a complementação salarial por meio da gorjeta, como uma espécie de ação assistencialista, sujeita à boa vontade do cliente, que cria desigualdade entre os trabalhadores. Por esta razão, esse hábito sofria oposição das ideologias socialistas, cuja repulsa pela gorjeta é comumente referida por meio das palavras do socialista radical estadunidense Upton Sinclair, segundo o qual “quem dá uma gorjeta transforma um homem em lacaio, uma mulher em aia ou em prostituta”.
De todo modo, há que se considerar que, por se tratar de uma renda complementar que pode, em certas profissões, superar o próprio salário (caso dos garçons, por exemplo), a discricionariedade do cliente constitui um ponto negativo na medida em que traz incerteza à renda do trabalhador. Por outro lado, contudo, essa mesma discricionariedade pode ser encarado positivamente, na medida em que motiva os trabalhadores a buscar a excelência no atendimento ao cliente, aumentando a produtividade e a eficiência dos funcionários.
Nos Estados Unidos, as gorjetas movimentam cerca de 44 bilhões de dólares por ano no setor alimentício. Ainda assim, existe um corrente de empresários em defesa da abolição das gorjetas, cuja causa de fundamenta em pesquisas que vão além da percepção de que este sistema permite que os empregados de mesa recebam salários abaixo do salário mínimo nacional em diversos estados.
Em 2012, um estudo publicado pela Harvard Business School encontrou uma forte correlação entre o hábito de dar gorjetas e o a corrupção em um país, de modo que os países nos quais a prática é mais comum estão entre aquelas com posições mais altas no índice de percepção de corrupção. Outros estudos publicados pelo especialista em gorjetas Michael Lynn, professor na Universidade Cornell, demonstrou que o valor das gratificações pode estar mais relacionado à aparência ou à raça do servidor do que com a qualidade do serviço. Há ainda estudos que revelam que os trabalhadores estadunidenses que recebem gorjetas dependem mais de programas assistenciais do governo que aqueles cujo salário não pressupõe o pagamento de gorjetas, bem como que as gorjetas incentivam assédio sexual de clientes e desigualdade entre funcionários.
Contudo, a experiência de restaurantes de alto padrão dos Estados Unidos têm demonstrado que, enquanto que a gorjeta serve como base para a desigualdade entre trabalhadores da mesma equipe, as taxas de serviço possibilitam ao empregador pagar os funcionários mais equilibradamente. Por esta razão, alguns restaurantes têm favorecido substituição da gorjeta pela taxa de serviço.

No Brasil, a partir da edição da Lei nº 13.419 de 2017, que alterou a Consolidação das Leis do Trabalho (CLT) no tocante à regulamentação do pagamento de gorjetas, alguns restaurantes em São Paulo elevaram suas taxas de serviço de 10% para 13%, sob a justificativa de que houve majoração de custos trabalhistas, que implicaram perdas tanto para o empregador quanto ao empregado, dificultaram a retenção de mão de obra qualificada e deram causa a muitas reclamações trabalhistas. Apesar de que esse ajuste tivesse por objetivo evitar o aumento do preço aos produtos comercializados pelas empresas, houve quem argumentasse que isso contribui para que o cliente recuse o pagamento da taxa, prejudicando apenas o funcionário.

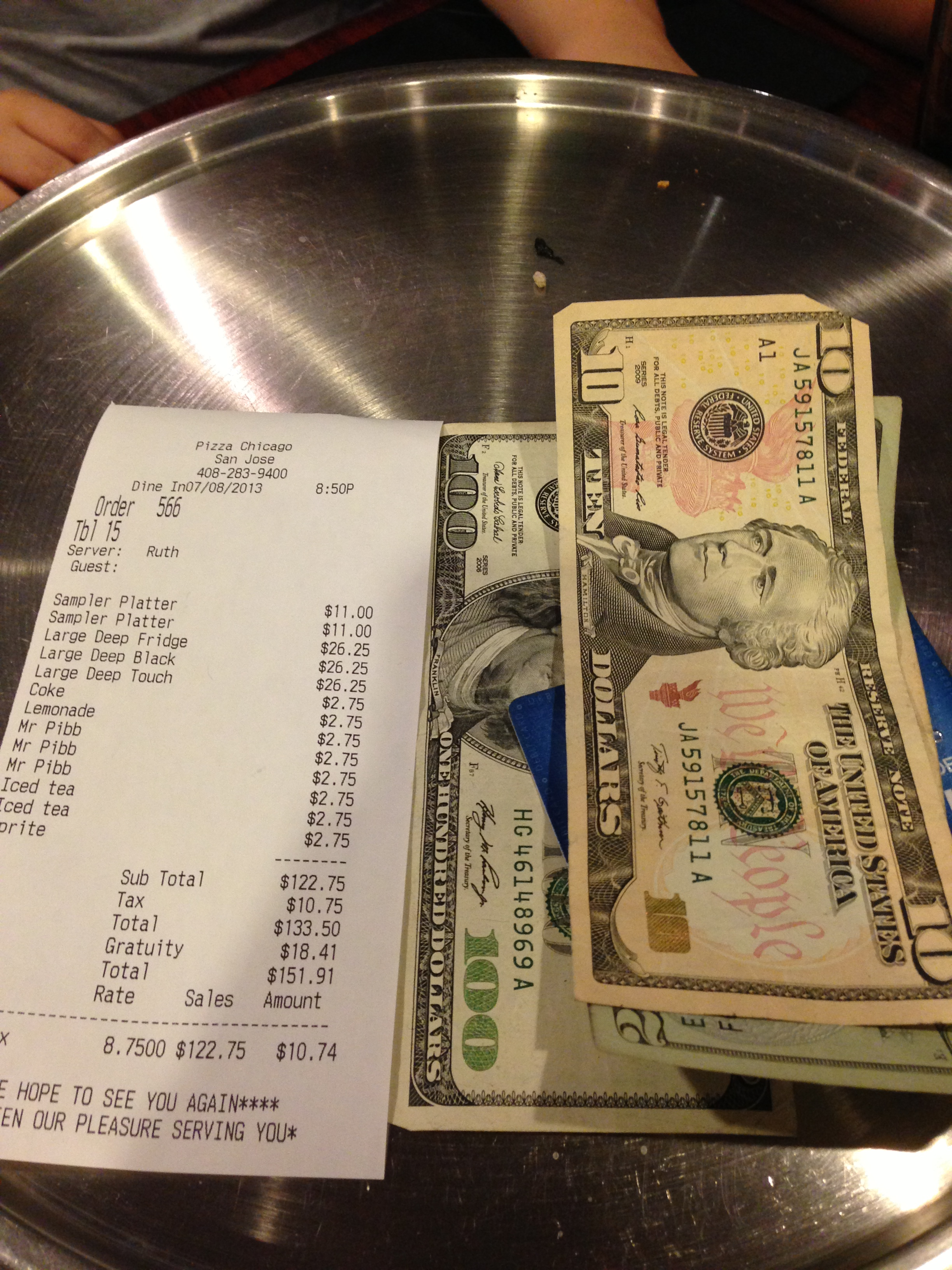
Conta de restaurante com gorjeta inclusa

## Aspectos jurídicos

### Brasil

#### Direito do Consumidor
Em 2004, o Ministério da Justiça afirmou na Nota Técnica nº 134 de 2004 que a exigência de pagamento obrigatório de taxa de serviço de 10% a título de gorjeta era considerada prática abusiva, na forma do art. 39, I, do Código de Defesa do Consumidor, pois configuraria a transferência dos encargos do estabelecimento ao consumidor.

#### Direito Previdenciário
A redação original da Lei Orgânica da Seguridade Social não mencionava as gorjetas. Porém, alterações realizadas no final da década de 90 fizeram menção específica a ela integrar a definição de salario de contribuição (art. 28, I) e a base de cálculo para o pagamento da cota patronal das contribuições previdenciárias (art. 22, I).

#### Direito do Trabalho
A redação original da CLT mencionava a gorjeta apenas no caput de seu artigo 457 e no §2º de seu artigo 582. Contudo, alterações legislativas ao longo dos anos alteraram estes artigos, bem como acresceram menção à gorjeta no art. 29 da CLT.
Em resumo, o texto da CLT determina que o empregador deve anotar a estimativa de gorjetas a ser recebida na carteira de trabalho (CTPS) do empregado (Art. 29), que a gorjeta se soma ao salário para compor a remuneração do trabalhador (art, 457, caput), que considera-se gorjeta tanto os valores pagos espontaneamente pelo cliente ao trabalhador quanto aquele cobrado do cliente pelo empregador para ser distribuída entre todos os empregados (art. 457, §3º) e que as contribuição sindical do empregado que recebe gorjeta deve equivaler a 1/30 do valor que tiver servido de base, no mês de janeiro daquele ano, para a contribuição do empregado à Previdência Social (Art. 582, §2º).
Com base nestes artigos, a doutrina e a jurisprudência brasileira denominam as gorjetas dadas pelo cliente e aquelas cobradas pela empresa (taxas de serviço) como gorjetas próprias e impróprias, gorjetas espontâneas e compulsórias, ou ainda gorjetas facultativas e obrigatórias. Por outro lado, entendem que as gorjetas não se confundem com salário em razão de ser paga por um terceiro (o cliente) e não pelo empregador e não podem ser consideradas para compor o salário mínimo pago ao empregado ou o piso salarial da categoria (cujo pagamento é obrigação do empregador).
Por outro lado, em virtude da Súmula nº 354 do Tribunal Superior do Trabalho, ambos os tipos de gorjeta não servem de de base de cálculo para as parcelas de aviso prévio, adicional noturno, horas extras e repouso semanal remunerado. Também se argumenta que as gorjetas não devem ser consideradas para o cálculo dos adicionais de insalubridade e periculosidade, haja vista que esses adicionais empregam, respectivamente, o salário mínimo e o salário contratual como parâmetros. Porém, é consenso de que as gorjetas repercutem no cálculo do salário de contribuição, Fundo de garantia de tempo de serviço (FGTS), gratificação natalina (13º salário) e férias, havendo ainda quem defenda sua repercussão em aviso prévio trabalhado e indenização do art. 477 da CLT.
Com a alteração promovida pela Lei nº 13.419 de 2017, apelidada de Lei da Gorjetas, a CLT também passou a dispor que a distribuição das gorjetas compulsórias e espontâneas deve obedecer as diretrizes definidas em convenção coletiva de trabalho ou acordo coletivo de trabalho, ou na falta destes instrumentos, em assembleia geral dos trabalhadores (art. 457, §4º, §5º e §7º), que as empresas inscritas em "regime de tributação federal diferenciado" poderão reter até a 20% para pagamento de encargos e as demais empresas 33% (art 457, §6º, I e II), que as empresas devem anotar na CTPS e no contracheque o percentual de gorjetas recebido e a média dos últimos 12 meses (art. 457, §6º, III e §8º), que o valor médio das gorjetas arrecadadas deverá ser incorporado ao salário dos empregados caso a empresa abandone a cobrança de gorjetas compulsórias depois de um ano cobrando (art. 457, §9º), que empresas com mais de 60 empregados devem criar comissão de empregados para fiscalizar a distribuição de gorjetas (art. 457, §10º) e que as empresas que descumprirem os os critérios, percentuais, recolhimentos, anotações e incorporações estão sujeitas a multa (art. 457, §11º).
Entretanto, a Lei de Gorjetas se aplica apenas a bares, restaurantes, hotéis e estabelecimentos similares, mas não a salões de beleza, barbearias e estabelecimentos diversos.

#### Direito Tributário
A Lei nº 4.506 de 1964, uma das leis sobre imposto de renda no Brasil, define que as gorjetas são "rendimentos do trabalho assalariado", conceito chave para determinação da necessidade de apresentação de declaração de rendimentos na forma daquela lei (art. 10, §2º).
A menção feita às gorjetas pela Lei Complementar nº 116 de 2003, que dispõe sobre o Imposto Sobre Serviços de Qualquer Natureza (ISS), é no sentido que a gorjeta fica sujeita à tributação desse imposto quando aquela estiver incluído no preço da hospedagem por temporada com oferecimento de serviços (hotéis, aparts, flats e congêneres).
O Governo brasileiro costuma tributar as gorjetas como integrante do faturamento, receita e lucro dos bares e restaurantes, sob a justificativa de que integrariam o preço do serviço e mercadoria, sendo consideradas como parte da Receita Bruta do estabelecimento, inclusive para cálculo do regime tribuário SIMPLES.
Ocorre que a jurisprudência do Superior Tribunal de Justiça vem firmando o entendimento da ilegitimidade da incidência de ISS, IRPJ, CSLL, PIS e COFINS sobre os valores recebidos a título de gorjeta, haja vista sua natureza salarial.

#### Projetos Legislativos
Em 2015, o Projeto de Lei do Senado nº 28, de 1991 (nº 1.048/1991, na Câmara dos Deputados), que previa, entre outras determinações, a obrigatoriedade da cobrança da taxa de serviço de 10%, foi vetado integralmente pela presidente Dilma Rousseff, sob a justificativa de que seria inconstitucional.

### Macau
A Lei das Relações de Trabalho inclui expressamente as gorjetas cuja cobrança seja incontrolável pelo empregador na definição de remuneração variável (Art, 2º, alínea 5).

### Portugal
O Código do Trabalho não faz menção às gorjetas, nem as inclui no conceito de retribuição previsto no seu art. 258.
Ocorre que as gorjetas estão sujeitas à tributação por meio de Imposto sobre o Rendimento de Pessoas Singulares (IRS) como rendimentos do trabalho dependente (categoria A do Código do IRS - CIRS), devendo ser declarados à Autoridade Tributária e Aduaneira (AT). O apuramento e distribuição das gorjetas cabe à entidade patronal, que através desse controle conseguirá calcular o valor sujeito a tributação. Estas gratificações são tributadas autonomamente à taxa especial de 10% (Art. 72, alínea 3, do CIRS) e retidos na fonte do IRS, salvo se o titular o solicitar expressamente o contrário à sua entidade patronal.

Os principais contribuintes deste imposto são empregados de cassinos, uma vez que o valor é registado e transmitido às autoridade fiscais por meio da Inspeção Geral dos Jogos. A maioria dos setores de hotelaria e gastronomia não documenta as gorjetas para fins tributários.

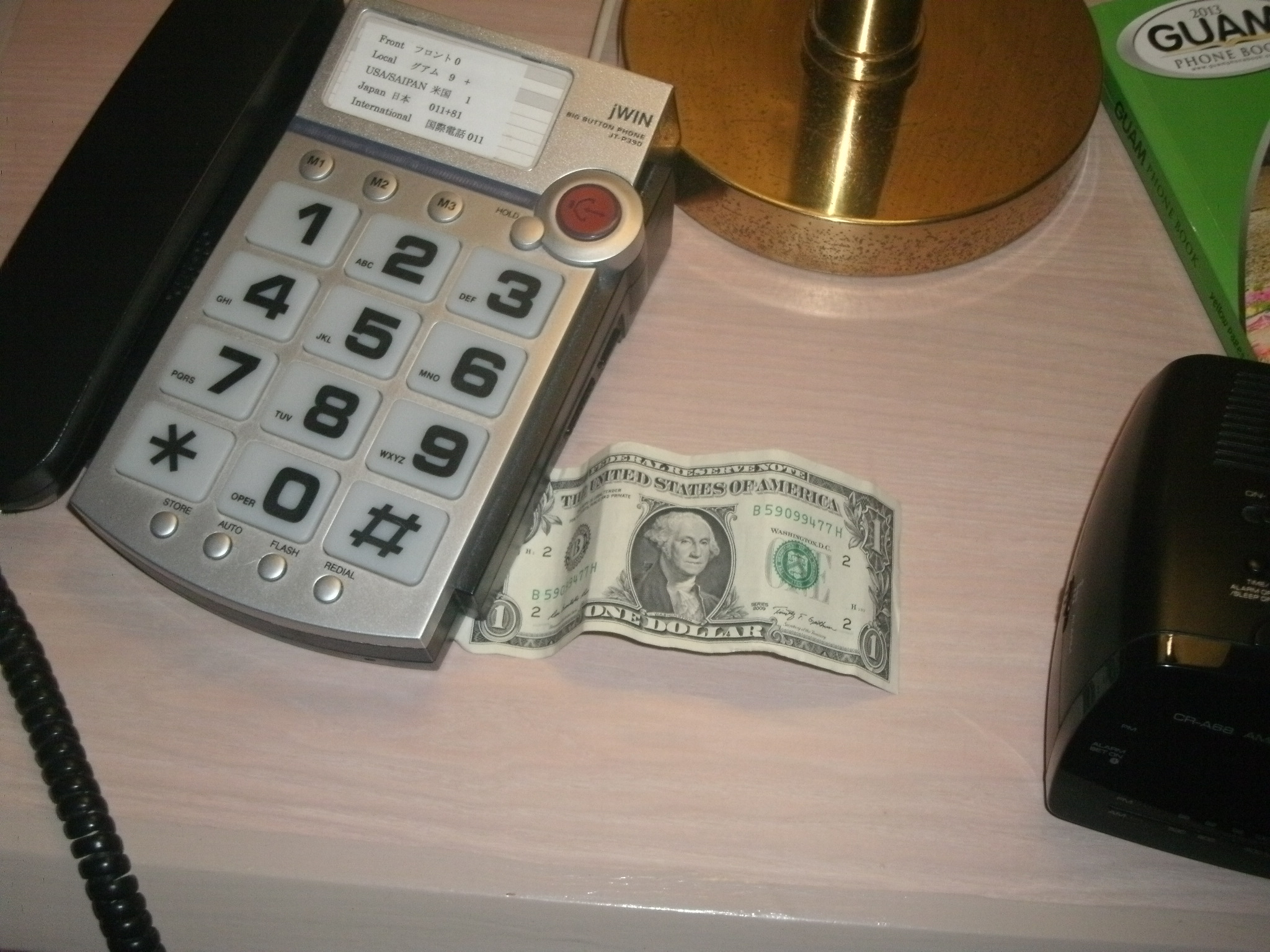
Gorjeta deixada em hotel

## Hábito cultural pelo mundo
Uma pesquisa encomendada pela agência de câmbio Travellex concluiu que 70% das pessoas em viagem dão gorjetas maiores do o que os padrões locais de cada país, tanto porque não sabem quanto devem dar de gorjeta quanto porque não carrega dinheiro trocado e acaba dando notas de valores altos como gorjeta.
Os hábitos culturais de pagar gorjetas pelo mundo podem ser divididos em três categorias: a prática anglo-saxã (em que é quase obrigatória), a do extremo oriente (em que não são comuns e até ofensivas) e a europeia, (em que são voluntárias, mas bem-vindas - e de valor inferior aos da América do Norte). Na América Latina e na África, a prática é a mesma da Europa, mas, na América Latina, aos poucos o sistema anglo-saxão se faz presente. Já em navios transatlânticos o hábito da gorjeta é tão estabelecido que as jornais internos e eventos no auditório informam o valor padrão a ser pago a cada tipo de trabalhador.
Há diversas profissões que podem ser gratificadas com gorjetas, e os padrões tendem a se repetir pelo mundo, especialmente nos setores ligados ao turismo como hotelaria. gastronomia e transporte. Manobristas, taxistas, garçons, maîtres, frentistas, guias turísticos, entregadores de refeições, profissionais de estética, carregadores, porteiros, camareiras e barmans são alguns destes profissionais. 

### África
De modo geral, a gorjeta é opcional, mas os baixos salários a torna bem-vinda. Habitualmente, a gorjeta representa 10% do valor da conta final.
A gorjeta é chamada de gratificação em Moçambique e o hábito de seu pagamento não é consensual. Na prática, o cliente tem liberdade para definir o valor final, sendo válidas todas as formas de cálculo (arredondamento, porcentagem ou valor fixo).
No Marrocos, a gorjeta vêm inclusa na conta, mas a regra de etiqueta é que o cliente não deve se limitar a ela. Caso o estabelecimento não inclua o serviço na conta, o razoável é que se ofereça 10% do valor.
No Egito, onde todos os valores de quase todos os serviços são sujeito à negociação, a gorjeta assume o nome de Bakschisch (ou basheesh, ou baksheesh) e é tanto apreciada quanto esperada, sendo cobrada em variadas situações (desde serviços à aparecer em fotos) e por diversas pessoas (desde negociantes a policiais de monumentos). Os trabalhadores preferem recebê-la em dólar e insistirão na negociação para ganhar mais do que os 10% convencional.

### América Central e Caribe
Em países como o México, a prática anglo-saxã ganha espaço conforme o turistas vindos dos Estados Unidos se torna mais comum, especialmente em cidades costeiras como Cancún. Assim trabalhadores de atividades ligadas ao turismo sempre esperam ser agraciados, com exceção dos taxistas. Em excursões, os guias podem chegar a pedir gorjeta no final.
Em Cuba, o regime comunista proibiu a gorjeta, mas o hábito nunca chegou a desaparacer completamente. Hoje, as instituições oficiais continuam a não vê-la com bons olhos, mas os baixos salários fazem com que as gorjetas sejam apreciadas por guias turísticos, camareiras e atendentes em geral. Nas hospedagens feitas em casas de famílias locais, a gorjeta é dispensável, exceto quando há empregados para limpeza dos cômodos. Os restaurantes cobram 10% no valor da conta, mas este valor raramente é repassado aos funcionários, portanto somente o dinheiro que é entregue ao atendente garante a gratificação.

No Caribe, as gorjetas são esperadas, principalmente no setor hoteleiro de países como a República Dominicana. Em Aruba, as taxas de serviço chegam 15% e restaurantes e hotéis em Curaçau e Barbados adicionam taxas de 10% a 15% à conta.

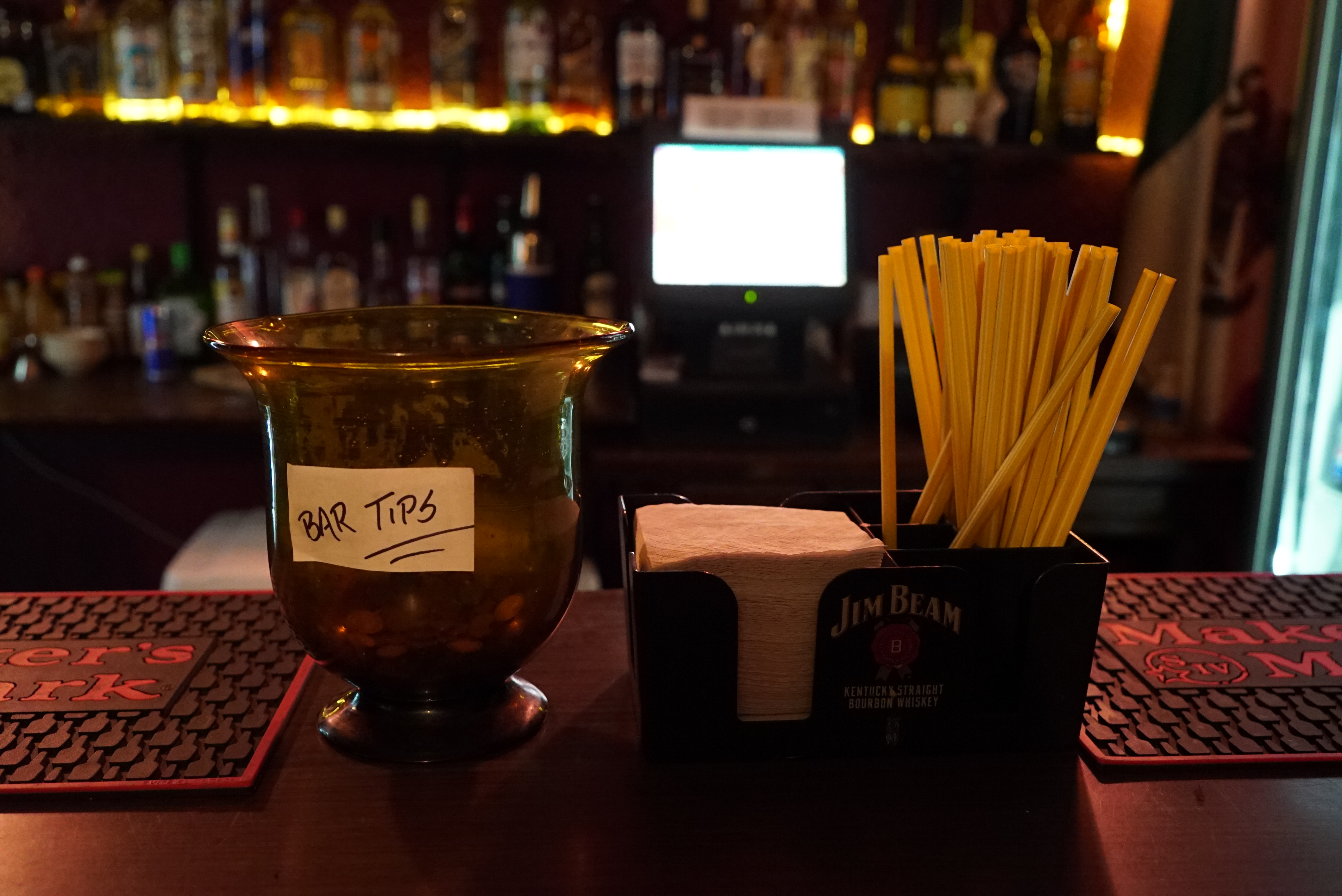
Jarra de gorjetas em restaurante da Cidade do México, México

### América do Sul
Na América do Sul, se não for incluída na conta, a gorjeta não é esperada. O Brasil não tem tradição de pagar direta e espontaneamente ao prestador de serviços, o que se repete em países como Argentina, Colômbia, Uruguai, Chile. Mesmo a taxa de serviço de 10% que vem na conta é de pagamento opcional, porém a recusa no pagamento geralmente provoca perguntas sobre a qualidade do atendimento.

### América do Norte
A gorjeta é chamada, em inglês, de tip ou service.
As gorjetas nos Estados Unidos da América e Canadá seguem a mesma regra, variando de 10% a 20% a depender do tipo de serviço, da qualidade e da região. Em ambos os países não há obrigação legal de pagar gorjetas, mas a obrigação moral de pagá-las fez do Estados Unidos mundialmente conhecido como o país das gorjetas, havendo mesmo quem pague gorjetas adiantadas para assegurar a qualidade do serviço. No entanto, atualmente alguns restaurantes passaram a incluir taxas de serviços na conta,para evitar que as diferenças culturais entre os costumes dos norte-americanos e dos turistas prejudique a quantia das gorjetas.
Trabalhadores dos ramos dependentes do setor turístico são muito dependentes da gorjeta. No caso dos garçons a situação é ainda mais acentuada, haja vista que as leis estadunidense e canadense permite que recebam salário menor que o mínimo, sendo que existem aqueles que não recebem salário, vivem apenas de gorjeta. Assim, pagar gorjetas em proporções menores que estas são apenas concebíveis nos casos em que o serviço prestado for muito ruim, e, mesmo assim, o cliente deverá estar ciente de que isto pode gerar reações desagradáveis.
Ocorre que cresce nos Estados Unidos um movimento contrário ao pagamento de gorjetas. Em 2013, a revista Slate, o jornal The New York Times e a Esquire publicaram manifestações públicas contra o hábito. Alguns restaurantes de luxo de Nova York e Chicago já haviam substituído a gorjeta por taxas de serviço desde 2005. Contudo, em outubro de 2015, Danny Meyer, um dos mais influentes empresários do ramo gastronômico dos Estados Unidos, anunciou que até o final de 2016 eliminaria as gorjetas nos 13 restaurantes do Union Square Hospitality Group por meio da majoração de de cerca de 20% nos preços para poder também aumentar os salários de todos os empregados. Desde o anúnico dezenas de outros restaurantes seguiram o exemplo.
Ainda assim, uma pesquisa de opinião feita em 2010 revelou que 60% dos americanos ainda preferem pagar gorjetas do que taxas de serviço.

### Ásia
O pagamento de gorjetas não é comum na maioria dos países.

Em Singapura, desencoraja-se as gorjetas em hotéis, atrações turísticas e até em restaurantes para que a população não seja prejudicada economicamente com a obrigação. Por isso, é conveniente que turista apenas deem gorjetas ocasionalmente. A prática chega a ser proibida em aeroportos. Tailândia, Vietnã e Comboja não tem cultura de oferecer gorjetas, por isso não são esperadas, apesar de bem-vindas.

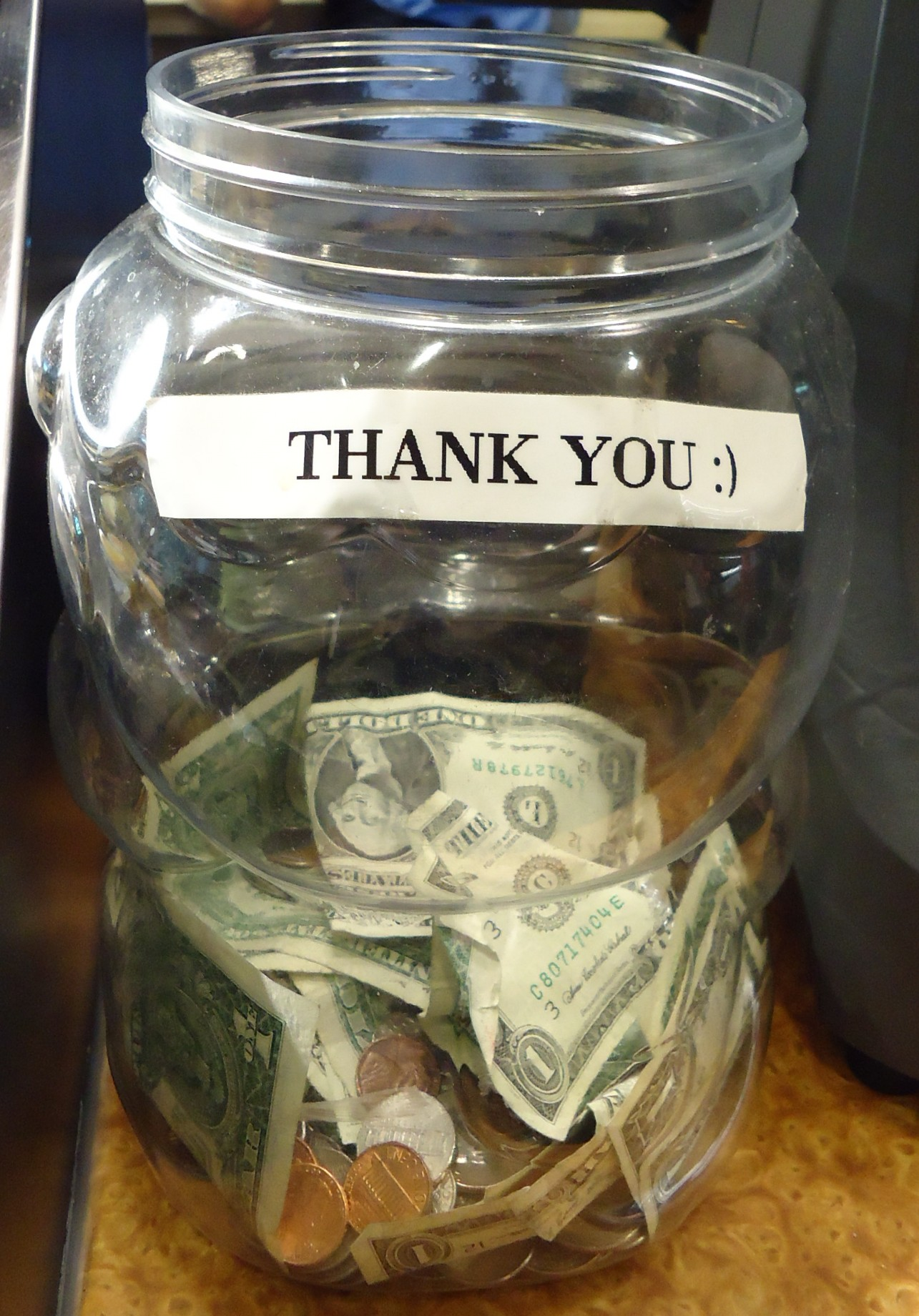
Jarra para gorjetas em restaurante em Nova Jersey

A prática de gorjetas na China é bastante complexa. Em geral, os habitantes do país não pagam gorjetas entre si e não esperam que o turista os façam. Em determinados lugares pode ser ofensivo ou ilegal, especialmente na zona rural. Contudo, o aumento do turismo tem feito o hábito da gorjeta ganhar espaço, notadamente em hotéis de alto padrão ou turísticos, onde, ainda assim, é opcional. A única profissão em que gorjetas são esperadas são entre os guias turísticos (que também aceitam presentes).
No Japão, conhecido pelo esmero em prestar serviços de qualidade, a gorjeta não é aceita e pode ser encara como uma desonra. Somente os guias turísticos e as típicas hospedarias ryokans aceitam (nessas últimas, desde que entregues dentro de envelopes). Na Coreia do Sul, o sistema é bem parecido com o Japão, mas com o aumento do turismo e das gratificações foi promulgada uma lei que determina que o serviço esteja incluído no valor de cada produto, na forma de sobretaxa, para evitar confusão.
Na Índia ocorre o oposto do Japão, pois os ricos costumam agraciar os pobres, de forma que a gorjeta é muito apreciada. Em grandes restaurantes, a gorjeta pode já estar incluída na conta, correspondendo a 10% do valor.

### Europa
Na Europa, o pagamento de gorjetas também é um hábito. Mesmo não sendo obrigatório em nenhum país, os trabalhadores de locais onde o serviço não está incluso na conta interpretarão a ausência de gorjeta como um sinal de insatisfação.
Em Portugal, há uma tendência a deixar gorjetas que equivalem a 5% ou 10% do valor da conta, mas a liberdade para definir o valor final é absoluta e os portugueses são conhecidos por serem pouco espontâneos nessa decisão. Todas as formas de cálculo são possíveis, seja por arredondamento, porcentagem ou valor fixo. Tampouco haverá manifestação de desagrado do trabalhador se não houver gorjeta.
Os países mais conhecidos pela força moral do hábito de pagar gorjetas são a França e o Reino Unido. Na França, a gorjeta é praticada em valores entre 5% e 15%, deixado à mesa, ou consistindo no arredondamento para cima do valor final. Entretanto, há estabelecimentos que já incluem um acréscimo de 15% na conta. Guias turísticos não esperam por gorjeta. No Reino Unido, a prática é similar àquela da América do Norte, ainda que mais flexível. O padrão é pagar entre 10 e 15%, a depender da qualidade do serviço, mas há restaurantes que se valem de taxas de serviço na conta e nos táxis é possível substituir a gorjeta pelo arrendodamento do preço para cima, evitando o recebimento de troco. O mesmo acontece em bares e pubs, onde não é habitual deixar gorjeta.
Em sentido contrário, não existe cultura de pagamento de gorjetas nos cinco países nórdicos e na Bélgica, tanto porque os prestadores de serviço são bem pagos quanto porque a gorjeta já está incluída na conta ou no preço.
O resto do continente trata a gorjeta como opcional e bem-vinda, inclusive nas nações que pertenciam à União Soviética, que proibia a prática. Os pontos que variam conforme a localidade são a expectativa dos trabalhadores, porcentagens, forma de pagamento e incorporação ou não à conta. Porém, a gorjeta somente é habitual na Alemanha, na forma de uma taxa de serviço de 10% e, em bares, de uma caução paga a cada bebida pedida (que pode ser convertida em gorjeta para o barman ao final).

### Oriente Médio
Em Israel, a gorjeta é opcional e esperada por garçons e barmen, em valor de 10% a 15%, pago em dinheiro, geralmente não incluído na conta.
Na Turquia, a gorjeta é frequentemente recusada. Atendentes apreciam mais presentes do que dinheiro.

### Oceania
Na Austrália as gorjetas são consideradas opcionais e na Nova Zelândia desnecessárias. Em virtude dos bons salários pagos em ambos os países, gorjetas são pouco habituais e podem ser até mesmo recusadas ou deixar o atendente desconfortável. Por isso, caso o cliente realmente aprecie o atendimento, o pagamento deve ser discreto, em quantia que corresponda a 10% ou 15% do valor, preferindo-se que a quantia seja depositada em recipiente de coleta a deixar a quantia sobre a mesa, ou ser entregue diretamente ao atendente.